# Primula xanthopa
Primula xanthopa är en viveväxtart som beskrevs av I. B. Balf. och Cooper. Primula xanthopa ingår i släktet vivor, och familjen viveväxter. Inga underarter finns listade i Catalogue of Life.